# Control Room – Live EP
Control Room – Live EP – minialbum Avril Lavigne. Wydany w 2008 roku. Album ten został wydany, jako album internetowy i kupić można go wyłącznie w Internecie na takich strona jak iTunes, Amazon czy Rhapsody.

## Lista utworów
1. "Sk8er Boi" 3:46
2. "Girlfriend" 4:13
3. "Innocence" 4:59
4. "Hot" 3:35
5. "Losing Grip" 3:49
6. "Adia" (Sarah McLachlan Cover) 4:10